# Desa Waiholo
Desa Waiholo är en administrativ by i Indonesien.   Den ligger i provinsen Nusa Tenggara Timur, i den södra delen av landet, 1 400 km öster om huvudstaden Jakarta. Desa Waiholo ligger på ön Pulau Sumba.